# Zacatrophon
Zacatrophon là một chi ốc biển, là động vật thân mềm chân bụng sống ở biển trong họ Muricidae, họ ốc gai.

## Các loài
Các loài thuộc chi Zacatrophon bao gồm:
- Zacatrophon beebei (Hertlein & Strong, 1948)[2]